# Erica Johansson
Erica Johansson (Suecia, 5 de febrero de 1974) es una atleta sueca retirada especializada en la prueba de salto de longitud, en la que consiguió ser campeona europea en pista cubierta en 2000.

## Carrera deportiva
En el Campeonato Europeo de Atletismo en Pista Cubierta de 2000 ganó la medalla de oro en el salto de longitud, con un salto de 6.89 metros, por delante de la alemana Heike Drechsler (plata con 6.86 metros) y la búlgara Iva Prandzheva  (bronce con 6.80 metros).